# Зайцев, Николай Константинович
Николай Константинович Зайцев (1913 год, деревня Матрёнино, Ельнинский уезд, Смоленская губерния, Российская империя — дата смерти неизвестна) — начальник полярной станции Тиксинского районного радиометцентра, Якутская АССР. Герой Социалистического Труда (1960).
Родился в 1913 году в крестьянской семье в селе Матрёнино Смоленской губернии. После окончания школы обучался на курсах радиотехников. С 1938 года работал старшим радиомехаником, начальником смены передающей станции и начальником полярной станции Муостах Тиксинского районного радиометцентра на одноимённом острове. Во время Великой Отечественной войны коллектив станции обеспечивал безопасную деятельность Северного морского пути, за что Николай Зайцев был награждён Орденом Красной Звезды.
В 1950—1960-х годах на острове работала экспедиция Института мерзлотоведения. Полярная станция, руководимая Николаем Зайцевым, в 1958—1959-х годах внесла значительный вклад в проведении научных исследований. За выдающиеся успехи, достигнутые в деле развития морского транспорта Николай Зайцев удостоен звания Героя Социалистического Труда указом Президиума Верховного Совета СССР от 3 августа 1960 года с вручением ордена Ленина и золотой медали «Серп и Молот».